# Lesoto en los Juegos Olímpicos de Tokio 2020
Lesoto estuvo representado en los Juegos Olímpicos de Tokio 2020 por dos deportistas, un hombre y una mujer, que compitieron en atletismo.
El equipo olímpico lesotense no obtuvo ninguna medalla en estos Juegos.